# Bisaltes pulvereus
Bisaltes pulvereus är en skalbaggsart som först beskrevs av Bates 1866.  Bisaltes pulvereus ingår i släktet Bisaltes och familjen långhorningar. Inga underarter finns listade.